# 長浜市立長浜小学校
長浜市立長浜小学校（ながはましりつ ながはましょうがっこう）は、滋賀県長浜市高田町にある公立小学校。
滋賀県で最初に開設された小学校である。

## 沿革
- 明治4年9月9日（1871年10月22日）[注 1] - 浅見又蔵ほかが西本町の下村藤右衛門邸を本校として、滋賀県第一小学校[注 2]が開校[2][3]。
- 1874年（明治7年） - 神戸町に洋風校舎を新設して移転、開知学校に改称[2][3]。
- 1885年（明治19年） - 学制施行により、長浜学校（長浜小学校）に改称[2][3]。
- 1893年（明治26年） - 坂田郡長浜町立長浜尋常高等小学校に改称[2][3]。
- 1901年（明治34年） - 現在地に新設移転[2]。
- 1941年（昭和16年） - 国民学校令施行により、坂田郡長浜町立長浜国民学校に改称[2][3]。
- 1943年（昭和18年） - 坂田郡長浜町が周辺町村と合併し市制施行。長浜市立長浜国民学校に改称。
- 1947年（昭和22年）4月1日 - 学校教育法施行により、長浜市立長浜小学校に改称[2][3]。
- 1954年（昭和29年） - 校区の一部を長浜市立北小学校として分離。
- 1964年（昭和39年） - 鉄筋コンクリート校舎を新築[2]。
- 1971年（昭和46年） - 開校100周年。校歌を改定。
- 1998年（平成10年）10月 - 現校舎に全面改築開始[2]。
- 2001年（平成13年）7月 - 現校舎が竣工。

## 校歌
1971年の開校100周年に際し、校歌が改定された。作詞は石森延男、作曲は中田喜直による。

## 周辺
東に西中学校、北東に長浜市役所、北に長浜八幡宮がある。

## 著名な卒業生
- 村上義一（官僚、政治家、実業家）
- 落合謙太郎（外交官）
- 松岡久和（民法学者、京都大学教授）
- 堀田真由（女優）

## 交通アクセス
- 西日本旅客鉄道（JR西日本）北陸本線長浜駅から東へ徒歩約10分[4]（800m）。